# Tracadie West Arm
Tracadie West Arm – zatoka (arm) zatoki St. Georges Bay w kanadyjskiej prowincji Nowa Szkocja, w hrabstwie Antigonish; nazwa urzędowo zatwierdzona 4 marca 1954.